# Volleyball
Volleyball (også volleybold) er et boldspil, hvor to hold, hvert bestående af seks spillere, forsøger at få bolden til at ramme gulvet på modstandernes banehalvdel. I lighed med tennis og badminton, er banen delt op af et net, som også adskiller spillerne fra de to hold fra hinanden. I lighed med fodbold og håndbold, er volleyball en holdsport, som spilles i form af lokale, nationale såvel som internationale divisioner. På højt niveau spiller herrer og damer i egne turneringer. Mixvolley findes udelukkende på lavere niveauer, hvor det sociale element i spillet ofte er centralt. 
I Danmark er det Volleyball Danmark, som er volleyballsportens interesseorganisation. Øverste division i Danmark er Volleyligaen.
Det internationale Volleyball Forbund (FIVB), er sportens øverste myndighed. FIVB har arrangeret verdensmesterskaber i volleyball siden 1949 (siden 1952 for damer). Volleyball blev optaget som olympisk sportsgren i forbindelse med de olympiske lege i Tokyo 1964.
I 2013 blev EM i volleyball spillet i Danmark og Polen, hvor finalen blev spillet i Parken.

## Oprindelse
Volleyball blev opfundet (udviklet) i 1895 af amerikaneren William G. Morgan, der med elementer fra håndbold og fra tennis forsøgte at skabe et indendørsspil, der var mindre fysisk krævende end basketball.

## Bane
Banen i volleyball består af en spillebane som er omgivet af en frizone.
Spillebanen er udformet som et rektangel på 9×18 meter og består af to halvdele på hver 9×9 meter. Banen er afgrænset af side- og baglinjer som har en bredde på 5cm. Disse linjer regnes som en del af spillebanen. De to banehalvdele er adskilt af en midterlinje og et net. Midterlinjen har en bredte på 5cm og regnes for at tilhøre begge banehalvdele. Ved officielle kampe skal linjerne være af en lysere farve end spillebanen og frizonen, som hver har en forskellig farve.
Hver banehalvdel er delt op i en frontzone og en bagzone af en angrebslinje. Angrebslinjen (også kaldet 3-meter linjen) er placeret tre meter fra, og parallelt med nettet. Den regnes for at være en del af frontzonen. Ved officielle kampe er denne linje forlænget 1.75 meter ud frizonen, i form af en stiplet linje. Området i frizonen bag baglinjerne er også kaldet for servezonen.
Nettet er 2,43 meter højt for mænd og 2,24 meter højt for kvinder. Nettet skal være længere end 9 meter, og i de to punkter hvor nettet krydser sidelinjerne, skal en antenne på 1,8 meter være placeret. Afstanden fra gulv til loft skal minimum være 7 meter.

## Regler
Hvert hold har seks spillere på banen og op til 6 spillere på udskiftningsbænken. Det hold som først vinder tre sæt, vinder kampen. Et sæt vindes ved, at et af holdene vinder 25 point og samtidig har et forspring på to point til modstanderholdet (5. sæt kræves det 15 point). Et point vindes ved at vinde en boldudveksling. En boldudveksling begynder når dommeren fløjter for serv, og slutter når bolden erklæres død. Det hold som vinder boldudvekslingen, skal serve ved den efterfølgende boldudveksling. En boldudveksling vindes ved at slå bolden ned på modstandernes banehalvdel, eller hvis modstanderne ikke formår at returnere bolden over nettet, uden at bolden rammer udenfor banen.
Når et hold vinder serveretten tilbage fra modstanderne, roterer alle spillerne en plads i urets retning. Det skal sikre, at alle spillere får lov at spille alle pladser.
Et hold har maksimalt tre berøringer til at returnere bolden over nettet, og samme spiller har ikke lov til at berøre bolden to gange i træk. Der er dog undtagelser fra disse regler. Hvis en spiller blokerer en modstanders slag, tælles blokkeringen ikke med som berøring. Derfor kan bolden berøres tre gange efter blokeringen, også af samme spiller som netop udførte blokeringen. Ved modtagning af serv eller smash har en spiller lov til at berøre bolden to gange, såfremt at dette sker i en bevægelse.

## Slag
I volleyball er det kun tilladt at berøre bolden i form af et slag. Således er det i princippet ikke tilladt at gribe, kaste eller føre bolden. Det er dog tilladt at følge bolden efter slaget, og grænsen mellem at følge og føre bolden varierer afhængigt af niveauet for spillerne. I en situation hvor det ellers ville have været nær umuligt at nå bolden, og spilleren udfører et spektakulært slag (for eksempel ved at kaste sig), kan føring tillades. Det er tilladt at berøre bolden med alle dele af kroppen.

### Serv
Som i tennis, er serven boldudvekslingen første slag. Denne udføres af spilleren som står i serveposition. Serven skal udføres bag baglinjen i servzonen, og er ugyldig hvis spilleren står på baglinjen i servøjeblikket. Som regel vil serveren først kaste bolden op i luften, for derefter at udføre serven. Bolden skal uanset altid være i luften i servøjeblikket. 
Der findes flere servvariationer, hvor den mest anvendte er overhåndsserven. Denne udføres ved at ramme bolden mens den befinder sig en armlængde over serveren. Overhåndsserven kan kombineres med et spring mod spillebanen. Udføres dette korrekt, kan serven blive hårdere og falde dybere ned på modstandernes banehalvdel. En sådan hopserv er dog vanskeligere at udføre, og risikoen for fejlserv bliver derfor større. En underhåndsserv er en servtype som ofte er anvendt fordi den er enklere at udføre. Den er dog sjældent anvendt på højt niveau, idet den ikke kan udføres lige så hårdt som overhåndsserven.
I modsætning til tennis, er det tilladt for serven at berøre nettet, før den ender på modstandernes banehalvdel. Dette kaldes en let-serv. Til gengæld har serveren kun et forsøg, og en fejlserv vil derfor betyde at det servende hold taber boldudvekslingen.

### Blokering
En blokering er en handling foretaget af en spiller i nærheden af nettet, med henblik på at forhindre modstanderen i at slå bolden over nettet. Ved en blokering er det tilladt at have hænderne over nettet på modstanderens banehalvdel. Det er tilladt for to eller tre spillere at blokere bolden samtidig, såfremt de alle er frontspillere. Dette kaldes en kollektiv blokering. En blokering tæller aldrig som et af de tre slag holdet har.

## Positioner
I det øjeblik bolden rammes af serveren, skal hvert hold være placeret på egen banehalvdel iht. rotationsordenen. Dette gælder ikke serveren som blot skal stå bag baglinjen. De tre spillere ved nettet er netspillere og indtager positionerne 4 (venstre netspiller), 3 (midterste netspiller) og 2 (højre netspiller). De tre andre er bagspillere, og indtager positionerne 5 (venstre bagspiller), 6 (midterste bagspiller) og 1 (højre bagspiller). Hver bagspiller skal befinde sig længere væk fra midterlinjen (nettet) end den tilsvarende netspiller foran. Netspillere og bagspillere skal indbyrdes også stå korrekt i forhold til sidemanden. Efter at serveren har slået til bolden, må spillerne bevæge sig omkring og indtage en hvilken som helst position på egen banehalvdel og i frizonen. Der findes en række almindelig kendte systemer (el. formationer) som udnytter spillernes styrker ved at opstille spillerne i et bestemt formation uden at bryde reglerne for position og rotation. Disse systemer hedder fx 4-2, 6-2, 5-1 som hhv. beskriver antallet af angrebspillere og hævere. 

## Spilvariationer
For yngre børn er der udviklet "Kids Volley", som er delt op i seks forskellige nievauer. Level 0, 1, 2, 3, 4 og 5. Der spilles på badmintonbaner med lavere nethøjde, og det er tilladt at gribe bolden på level 0, 1 og 2.
For de lidt ældre børn er der udviklet "Teen Volley", som også spilles på badmintonbane, og er delt på i 2 niveauer, teen1, teen2 .Her er det almindeligt spil, hvor bolden ikke gribes.
Med udgangspunkt i volleyball er spillet beachvolley (volleyball i sand) opstået.